# Guy Evéquoz
Guy Evéquoz (* 20. April 1952) ist ein ehemaliger Schweizer Degenfechter.

## Karriere
Guy Evéquoz nahm an den Olympischen Spielen 1972 in München teil und gewann im Mannschaftswettbewerb die Silbermedaille. Zur Mannschaft gehörten neben Evéquoz Daniel Giger, François Suchanecki, Christian Kauter und Peter Lötscher.
Sein Bruder Jean-Blaise Evéquoz war ebenfalls olympischer Fechter.